# Connor Paolo

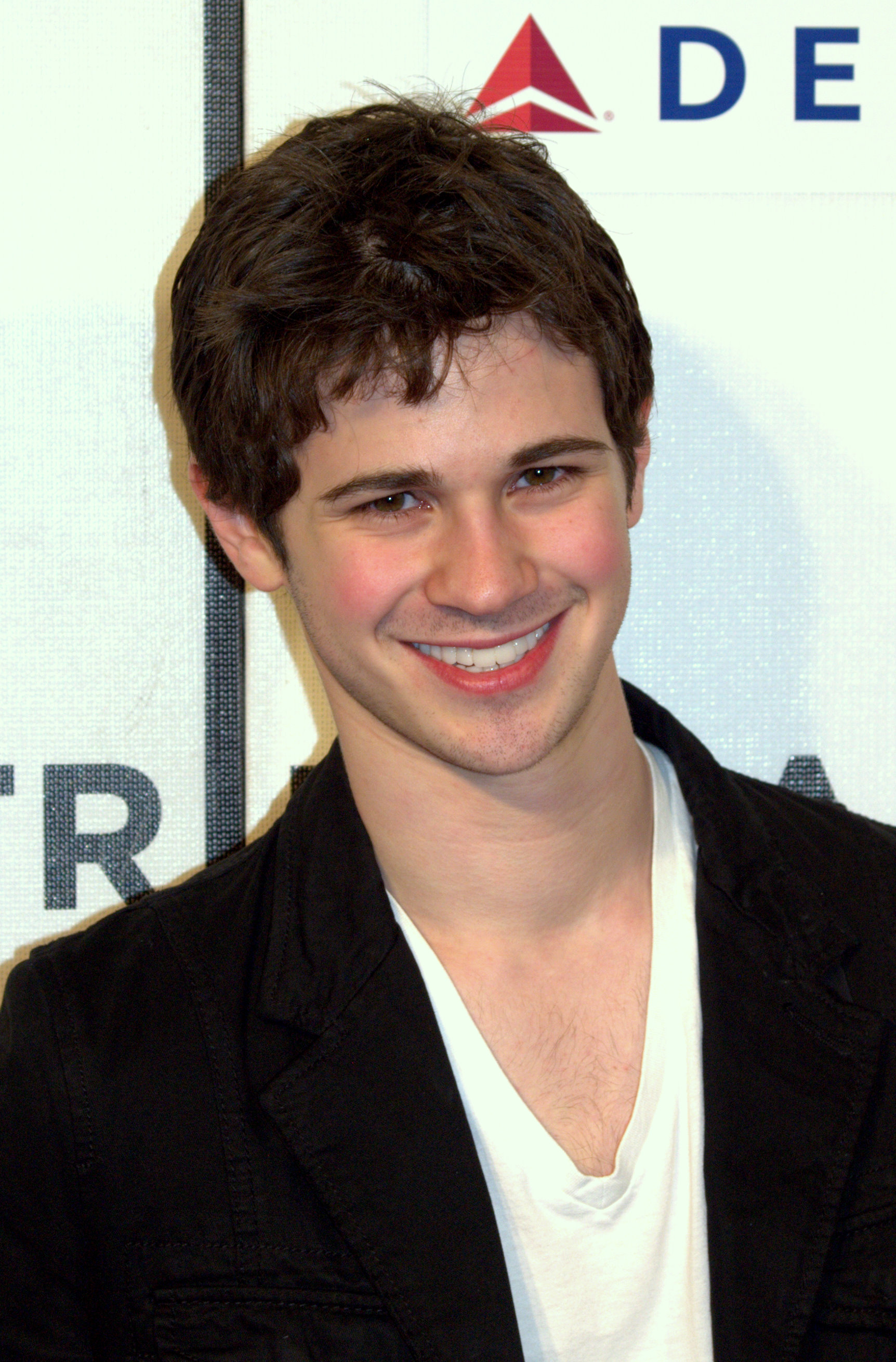
Connor Paolo (2009)

Connor Paolo (* 11. Juli 1990 in New York City, New York) ist ein US-amerikanischer Schauspieler.

## Leben
Trotz seines jungen Alters stand Connor Paolo bereits in Kinoproduktionen wie dem Monumentalfilm Alexander und dem Drama Mystic River vor der Kamera. Neben Nicolas Cage war er in World Trade Center zu sehen.
Paolo war zusätzlich noch in dem Vampir-Horrorfilm Vampire Nation (2010) in der Rolle des Teenagers Martin zu sehen, welcher zusammen mit einem „Mister“ durch das Land zieht und in einer Art Post-Apokalyptischen Version Amerikas Vampire zur Strecke bringt. In der Fortsetzung Vampire Nation: Badlands (2016) übernahm er diese Rolle erneut. 
Im Fernsehen hatte er einen Gastauftritt in der Krimiserie Law & Order und in der Soap Liebe, Lüge, Leidenschaft. 2007 bis 2011 spielte er die Rolle des Eric van der Woodsen in der US-Serie Gossip Girl. Von 2011 bis 2013 gehörte er zur Stammbesetzung der ABC-Serie Revenge, in der er die Rolle des Declan Porter spielte.

## Filmografie (Auswahl)
- 2002–2006: Law & Order: Special Victims Unit (Fernsehserie, 2 Folgen)
- 2003: Mystic River
- 2004: Alexander
- 2004: Liebe, Lüge, Leidenschaft (One Life to Live, Seifenoper, unbekannte Anzahl Folgen)
- 2006: World Trade Center
- 2006: Bully
- 2007: Engel im Schnee (Snow Angels)
- 2007–2012: Gossip Girl (Fernsehserie, 53 Folgen)
- 2008: Favorite Son
- 2009: The Winning Season
- 2010: Mercy (Fernsehserie, Folge 1x15)
- 2010: Camp Hell
- 2010: Vampire Nation (Stake Land)
- 2011–2013: Revenge (Fernsehserie, 44 Folgen)
- 2016: Unfriend
- 2016: Vampire Nation: Badlands (The Stakelander)
- 2019: Atlanta Medical (The Resident, Fernsehserie, Folge 3x19)
- 2023: Ambush – Battlefield Vietnam
- 2023: The Last Stop in Yuma County